# Mutant Mudds
Mutant Mudds est un jeu vidéo de plates-formes édité est développé par Renegade Kid. Il est disponible en téléchargement via le Nintendo eShop sur Nintendo 3DS depuis 2012. Une version deluxe sur PC sort plus tard la même année, proposant davantage de contenu.
Le joueur prend le contrôle de Max, le héros du jeu, qui décide de sauver l'humanité des extraterrestres qui sèment le chaos sur la Terre. Pour ce faire, il doit collecter des joyaux, qui lui permettront de détruire les créatures. Équipé d'un pistolet à eau pour se défendre et d'un jet pack lui permettant de rester en l'air pendant un court laps de temps, Max doit ramasser les joyaux placés dans les 60 niveaux que comporte le jeu.

## Synopsis
Le jeu débute avec une météorite qui entre directement en contact avec la Terre. Le bolide transportait des créatures hostiles composées de boue, nommées les Mutant Mudds, qui installent le chaos sur la planète. Le héros du jeu, Max, décide de sauver l'humanité, et ce en collectant des joyaux capables d'anéantir les extraterrestres.

## Système de jeu
Il s'agit d'un jeu de plateforme ; le personnage est équipé d'un pistolet à eau afin d'éliminer ses ennemis, et d'un jetpack lui permettant de rester un moment en l'air après un saut.
(Ce qui suit concerne la version « de base » du jeu, disponible sur eShop, et non pas la version deluxe)
Au départ 20 niveaux sont visibles et sélectionnables, sous réserve de certains accomplissement pour certains ; chacun de ces niveaux contient 100 gemmes à collecter pour débloquer l'accès à certains niveaux d'une part, d'autre part des améliorations que l'on pourra trouver dans le grenier de la grand-mère du héros.
Ces améliorations sont : un pistolet qui tire plus loin ; un jetpack dont l'effet dure deux fois plus longtemps que celui de base ; la possibilité d'effectuer un super-saut vertical. Une seule de ces améliorations peut être sélectionnée à la fois.
Dans chaque niveau, il y a une porte menant à un second niveau (la plupart ne sont accessibles que si une certaine amélioration est équipée) dépourvu de gemmes.
Une fois les 20 niveaux de base terminés, avec l'obtention de toutes les gemmes, ainsi que les 20 niveaux « cachés » terminés également, le joueur débloque la possibilité de jouer avec la grand-mère : ce personnage a les mêmes caractéristiques que Max, mais possède les trois améliorations.
Avec ce personnage, un autre niveau « caché » devient accessible à l'intérieur de chacun des 20 niveaux principaux, portant le total de niveaux de ce jeu à 60.

## Accueil
- Jeuxvideo.com : 16/20[6]

## Postérité
À la suite de la sortie du jeu sur Nintendo 3DS, une version deluxe sort plus tard en 2012 sur PC. Celle-ci propose 20 niveaux supplémentaires par rapport à l'original. Au début de 2013, Jools Watsham, concepteur du jeu, annonce via son compte Twitter qu'une suite est en préparation. Le jeu est prévu pour 2014.